# Araguanã
Araguanã est une municipalité brésilienne située dans l'État du Maranhão.